# Łózki
Łózki – wieś sołecka w Polsce położona w województwie lubelskim, w powiecie bialskim, w gminie Drelów. Przez wieś przepływa Kanał Wieprz – Krzna.
| SIMC    | Nazwa      | Rodzaj    |
| ------- | ---------- | --------- |
| 0011736 | Obnowy     | część wsi |
| 0011742 | Stara Wieś | część wsi |
| 0011759 | Uśnieże    | część wsi |
| 0011765 | Zagońce    | część wsi |

W latach 1975–1998 miejscowość administracyjnie należała do województwa bialskopodlaskiego.
Wieś jest sołectwem w gminie Drelów. Według Narodowego Spisu Powszechnego z roku 2011 wieś liczyła 488 mieszkańców.
Wierni Kościoła rzymskokatolickiego należą do parafii Niepokalanego Poczęcia Najświętszej Maryi Panny w Drelowie.

## Historia
Wieś położona w powiecie mielnickim województwa podlaskiego wraz z folwarkiem wchodziła w 1662 roku w skład majętności międzyrzeckiej Łukasza Opalińskiego. W wieku XIX folwark w dobrach Międzyrzec hrabiny Potockiej. Dobra Międzyrzec i Witoroż, składały się wówczas się z folwarków: Zadworny, Halasy, Dołhołęka, Żerocin, Ostrówki, Turów, Łózki, Drelów, Witoroż, Danówka. Rogoźnica, Przyłuki, Krzewica, Żabce, Tuliłów, Grabowiec i Bereza.
W roku 1866 posiadały rozległość 44 503 mórg (24 922 ha).